# اچ‌دی ۲۱۹۲۷۹
اچ‌دی ۲۱۹۲۷۹ یک ستاره است که در صورت فلکی دلو قرار دارد.